# R136
R136 — компактное звёздное скопление, которое находится в центре туманности «Тарантул», принадлежащей соседней галактике Большое Магелланово Облако. Содержит более 100 000 звёзд.

## Характеристики
Скопление R136 состоит из молодых звёзд, гигантов и сверхгигантов, возраст которых оценивается приблизительно в 2 миллиона лет. Оно расположено на стыке газопылевых пузырей, являющихся материалом для рождения звёзд и планетных систем. Ядро скопления довольно трудно наблюдать с помощью современных обсерваторий, тем не менее, орбитальный телескоп Хаббл смог зарегистрировать в самом центре R136 беспрецедентное количество звёзд класса О на раннем этапе развития. Кроме того, в скоплении обнаружено несколько звёзд класса Вольфа-Райе.
Скопление R136 состоит из нескольких компонентов. Природа центрального компонента, R136a, первоначально была неясной, пока методом голографической интерферометрии не было установлено, что это плотное звёздное скопление, содержащее, среди прочего, 12 очень массивных и ярких звёзд в своем ядре. Массы этих звёзд составляют от 37 до 76 масс Солнца. Масса четырёх из найденных звёзд превышала массу до 300 солнечных при их формировании, и суммарно они дают половину мощности излучения и силы звёздного ветра всего скопления. Одна из звёзд, R136a1, является наиболее массивной из известных на сегодняшний день, обладает массой 315 солнечных, а также светимостью 8,7 млн солнечных.
Учёные проводили исследования воспользовавшись программой NBODY6 с целью выяснить причины возникновения такого необычного скопления. Компьютерные вычисления показали, что звёзды-монстры могли возникнуть в ходе слияния двух светил. В скоплении R136 единовременно образуется очень много звёзд-гипергигантов, которые часто объединяются в пары. Плотность в кластере так высока, что нередко происходят столкновения. Вероятнее всего, эти ультрамассивные звёзды появляются после столкновения двух таких гигантов.
R136 излучает большую часть энергии, делающую туманность Тарантул видимой. Общая масса скопления, оцениваемая в 450000 солнечных масс, говорит о том, что в будущем оно может стать шаровым скоплением.

## Компоненты
| Название                 | Прямое восхождение | Склонение       | Видимая звездная величина (V) | Тип или спектральный класс | Примечание |
| ------------------------ | ------------------ | --------------- | ----------------------------- | -------------------------- | ---------- |
| R136a                    | 05ч 38м 43.3с      | −69° 06′ 08″    |                               | Звёздное скопление         | SIMBAD     |
| R136a1 (BAT99 108)       | 05ч 38м 42.43с     | −69° 06′ 02.2″  | 12.77                         | WN5h                       | SIMBAD     |
| R136a2 (BAT99 109)       | 05ч 38м 42.45с     | −69° 06′ 02.2″  | 13.38                         | WN5h                       | SIMBAD     |
| R136a3 (BAT99 106)       | 05ч 38м 42.291с    | −69° 06′ 03.45″ | 12.93                         | WN5h                       | SIMBAD     |
| R136 Ab (SNR B0538-69.2) | 05ч 37м 51.6с      | −69° 10′ 23″    | 9.59                          | Остаток сверхновой         | SIMBAD     |
| R136 Ac (PSR J0537-6910) | 05ч 37м 47.6с      | −69° 10′ 20″    |                               | пульсар                    | SIMBAD     |
| R136b (BAT99 111)        | 05ч 38м 42.78с     | −69° 06′ 03.1″  | 13.66                         | O4If                       | SIMBAD     |
| R136c (BAT99 112)        | 05ч 38м 42.896с    | −69° 06′ 04.92″ | 12.86                         | WN5h                       | SIMBAD     |

## Иллюстрации

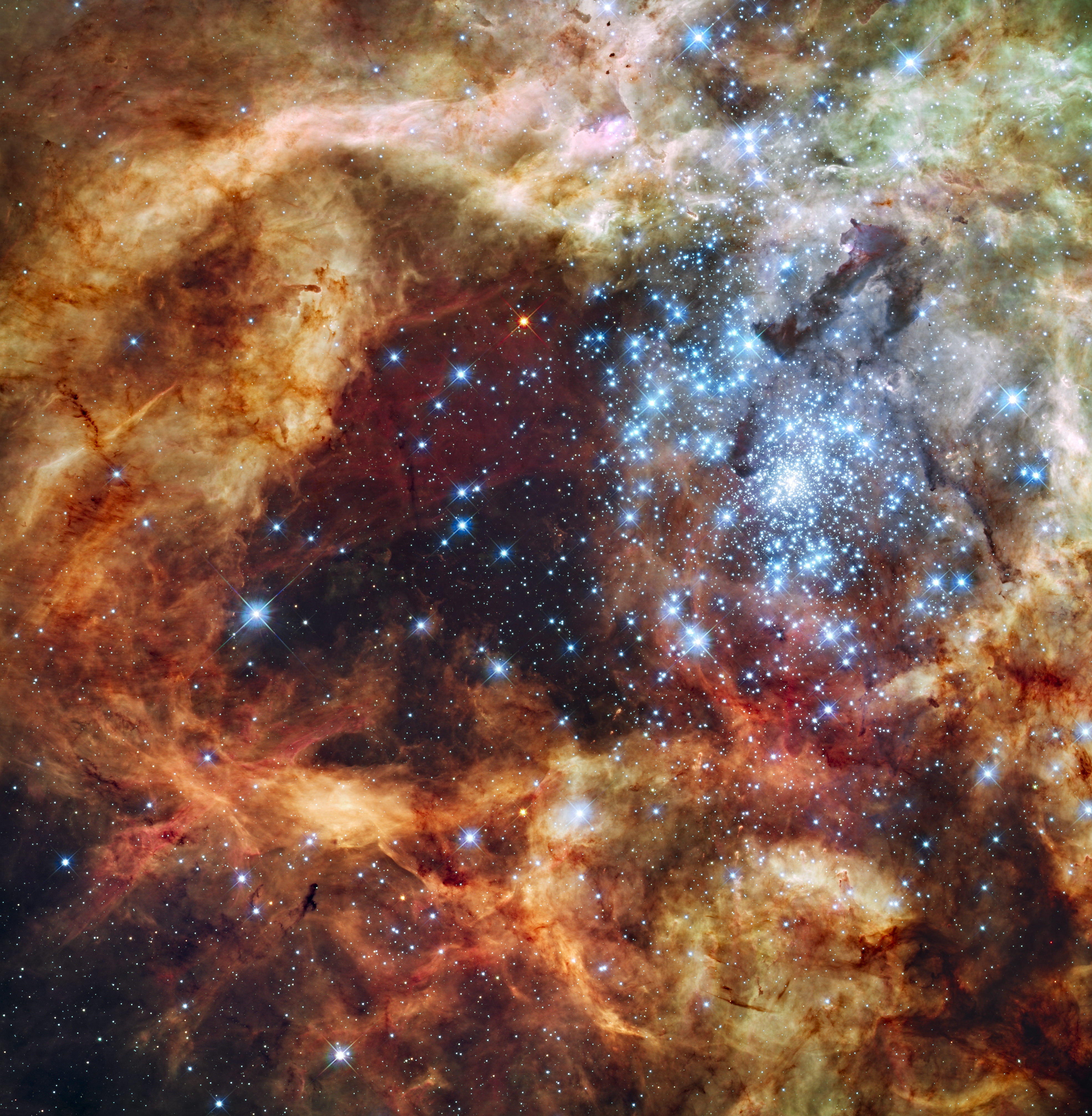
Изображение R136, сделанное с помощью телескопа «Хаббл».
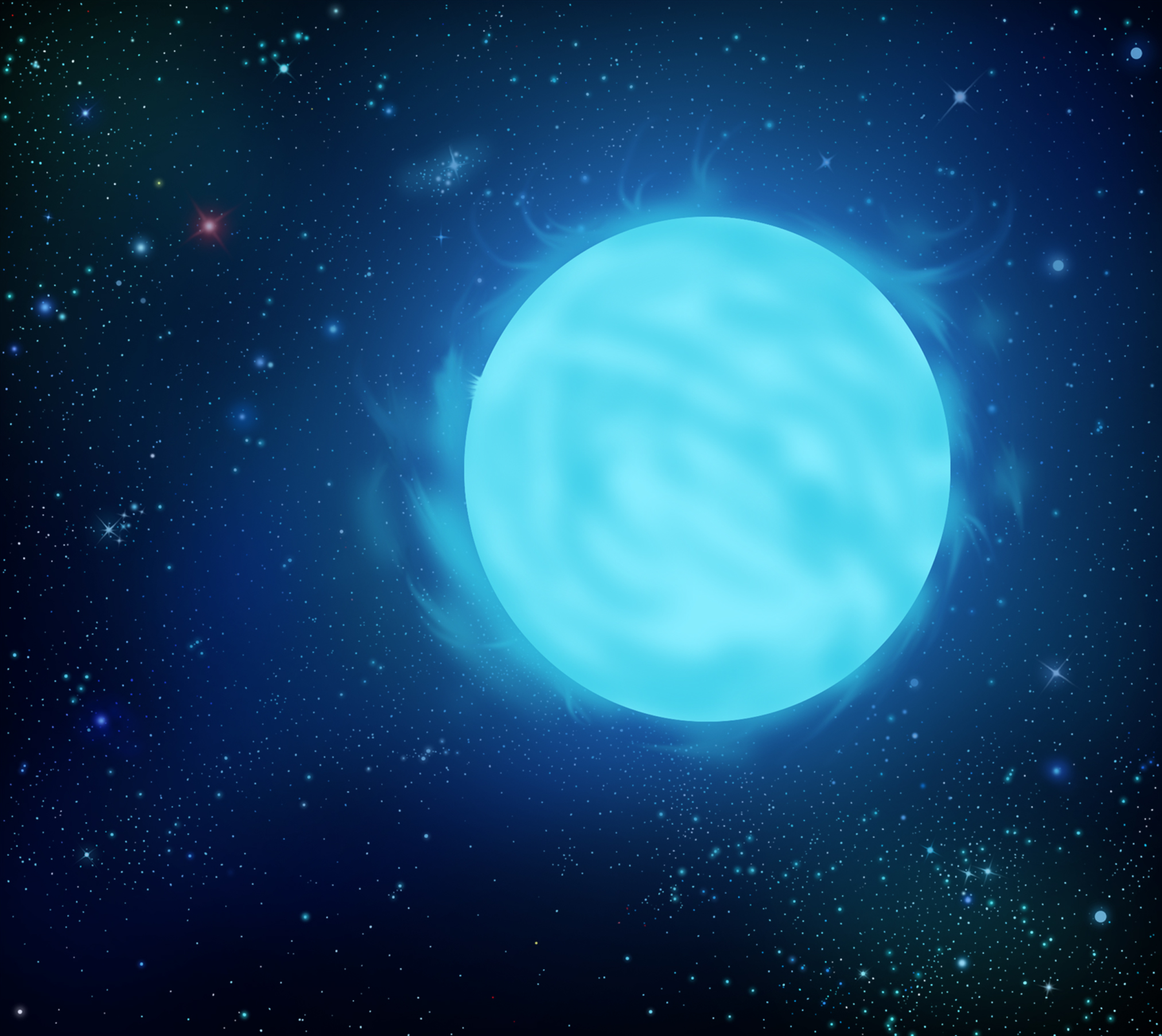
Звезда R136a1 в представлении художника.
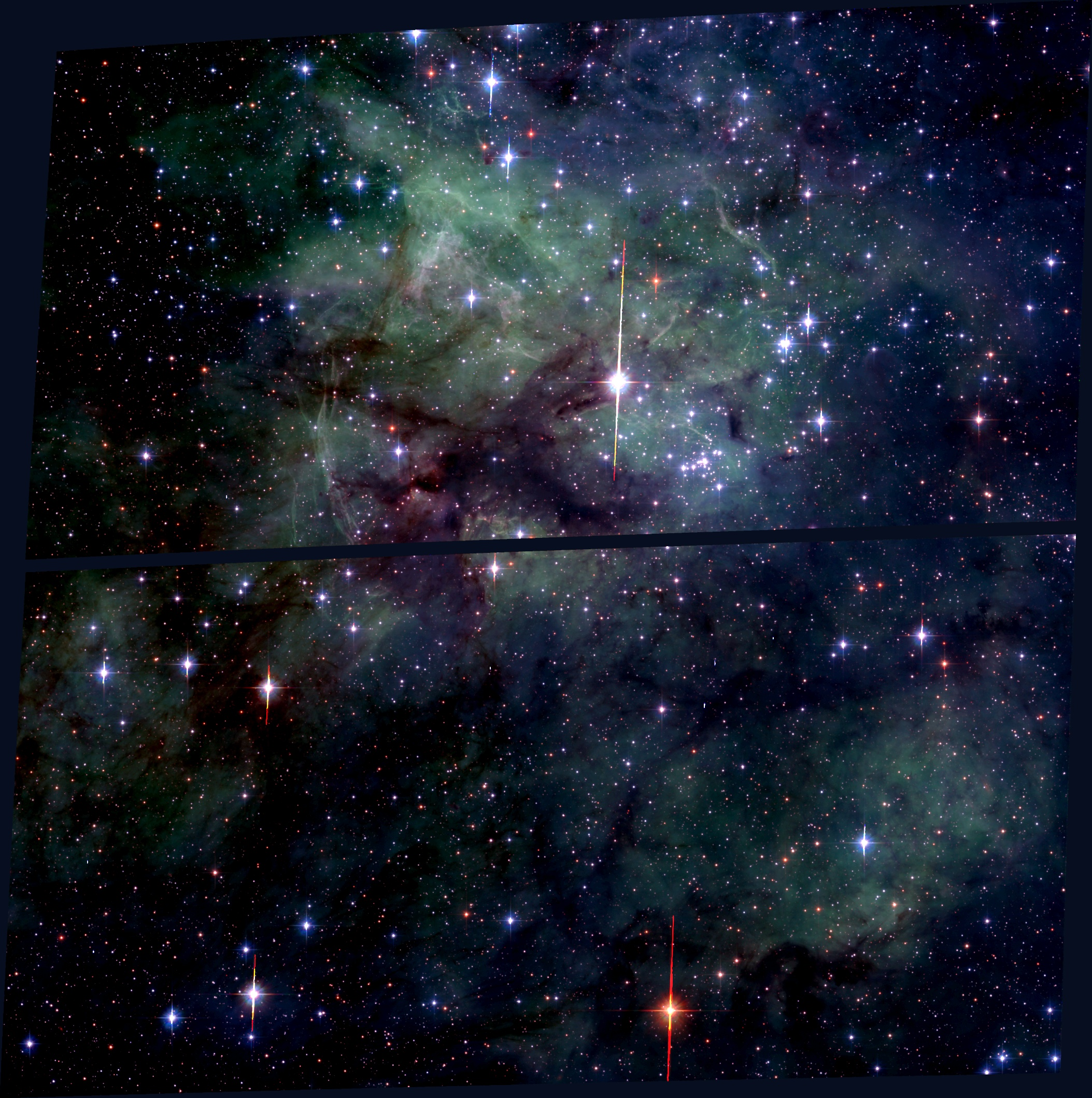
Остаток сверхновой R136 Ab.